# Nieuwe Kerk (Zierikzee)

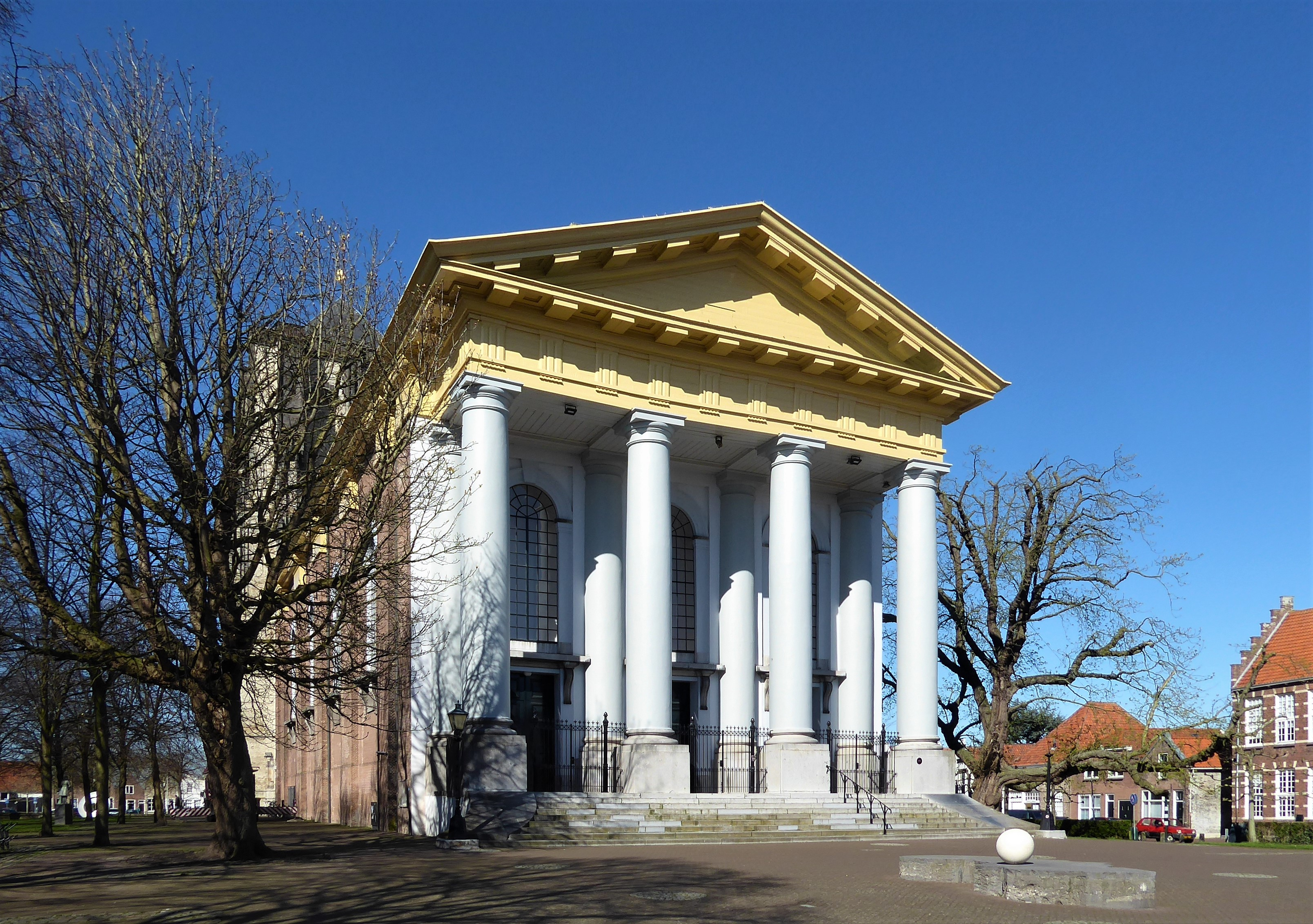
Die Nieuwe Kerk in Zierikzee. Erkennbar im Vordergrund das Fundament eines Vierungspfeilers der Vorgängerkirche

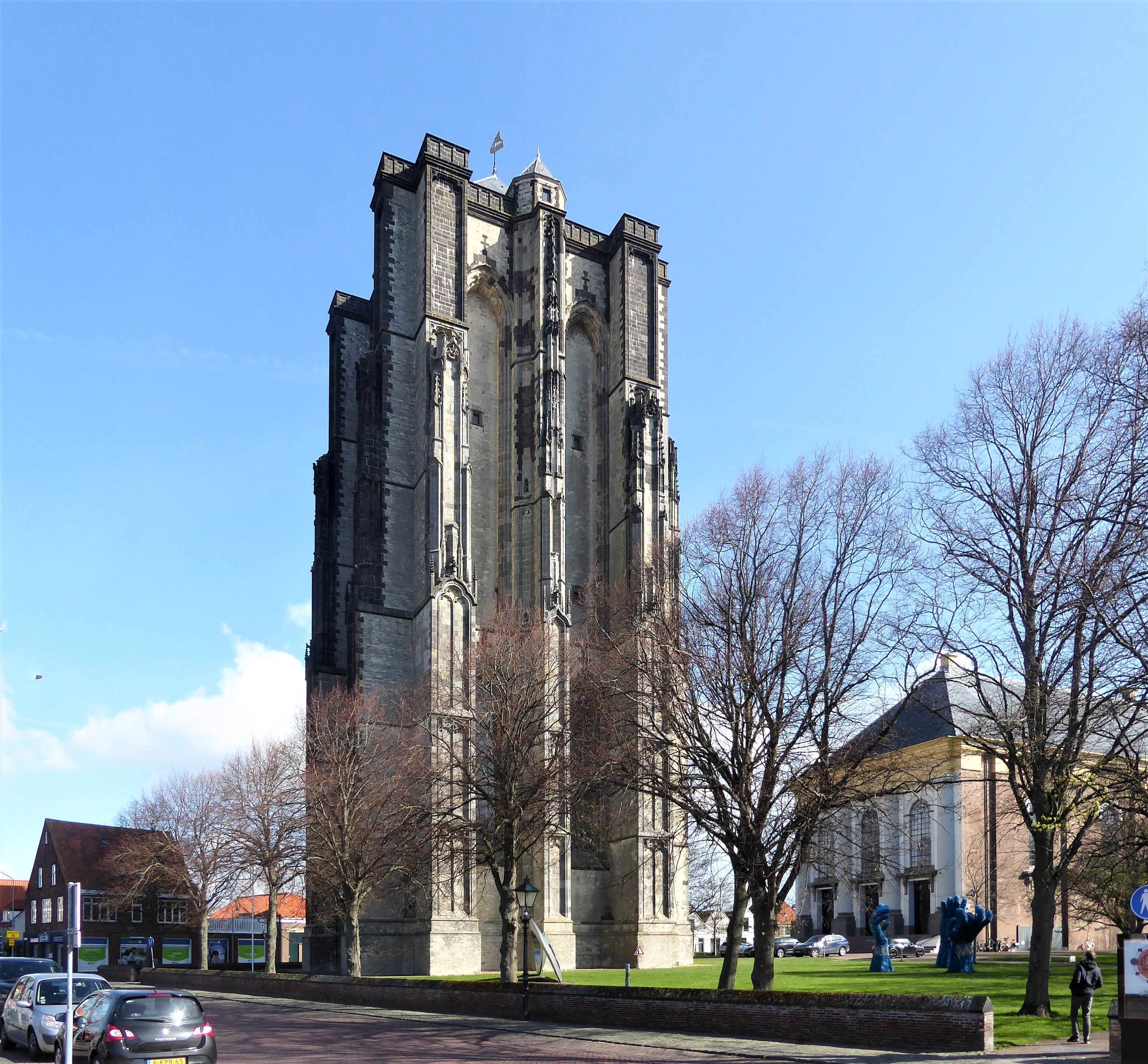
Der Münsterturm, östlich dahinter die Nieuwe Kerk

Die Nieuwe Kerk  (deutsch Neue Kirche) ist die ehemalige reformierte Hauptkirche von Zierikzee (Gemeinde Schouwen-Duiveland in der Provinz Zeeland in den Niederlanden). Die Kirche wurde durch die Kirchengemeinde in eine Stiftung überführt und wird als Kulturkirche genutzt. Das Bauwerk ist als Rijksmonument eingestuft.

## Geschichte
Die Kirche wurde als Ersatz für einen 1832 abgebrannten mittelalterlichen Vorgängerbau, das St.-Livinus-Münster, errichtet. Einzig der Turm des Münsters ist westlich der Nieuwe Kerk heute frei stehend erhalten.
Nach dem Abriss der Ruine wurde 1835 mit dem Bau der jetzigen Kirche begonnen. Ursprünglich war eine kreuzförmige Kirche nach einem Entwurf von Pieter Huijsers vorgesehen, aber nach Vereinfachungen der Pläne durch den Middelburger Stadtarchitekten Gerardus Hendrik Grauss wurde der Neubau schließlich im  neoklassizistischen Stil durch Joseph Bourdrez als ausführenden Architekten erstellt. Die Kirche wurde 1848 fertiggestellt, nachdem der Bau acht Jahre lang unterbrochen worden war. Zwischen 1949 und 1958 folgte die Restaurierung nach Kriegsschäden. In den Jahren 1978 bis 1988 wurde nach der Übertragung der Kirche 1977 an die Stiftung Oude Zeeuwse Kerken eine schrittweise Restaurierung durchgeführt. Das Gebäude wird seitdem für kulturelle Zwecke genutzt. Der reformierten Gemeinde dient die Gasthuiskerk am Markt in Zierikzee für ihre Gottesdienste.
Der neoklassizistische Innenraum ist von einem hölzernen Tonnengewölbe bedeckt und durch gekoppelte ionische Halbsäulen gegliedert. Der Ausstattung umfasst Mobiliar aus der Bauzeit, darunter die Kanzel, das Taufbecken, Bänke und ein Gestühl für den Kirchenvorstand und besondere Gäste. Die Orgel wurde 1848 durch die Firma Kam & Van der Meulen gebaut und 1996 restauriert. Der ursprüngliche Kirchhof um den Münsterturm und die Kirche ist ummauert. An der Ostseite der Kirche sind im Pflaster die Fundamente des Chores der gotischen Kirche aus dem 15. Jahrhundert angedeutet. Die gusseisernen Laternen am Fuß der Eingangstreppe stammen aus dem Jahr 1847.